# Azerbaijan Tower
Az Azerbaijan Tower (magyarul: Azerbajdzsán torony) egy tervezett szupermagas felhőkarcoló a kialakítás alatt álló Kazár-szigeteken, 40 kilométerre az azerbajdzsáni Bakutól.

## Áttekintés
Az Avesta Group of Companies elnöke, Ibrahimov Ibrahim, kijelentette, hogy az Azerbaijan Tower mintegy 1050 méter magas és 189 emeletes lenne. Ezzel a becsléssel eltörpül a Burdzs Kalifa és a jelenleg a szaúd-arábiai Dzsiddában tervezett Kingdom Tower magassága: az előbbinél 220 méterrel, az utóbbinál 50 méterrel lenne magasabb, így ha elkészül, messze a legmagasabb épület lesz a világon.
A torony 2 milliárd dollárba kerül, a Kazár-szigetek központjában tervezik felépíteni. A város 100 milliárd dollárból épülne fel, 41 mesterséges szigeten helyezkedne el a Kaszpi-tengeren. A várost 1 millió lakos befogadására tervezik, amely 150 iskolát, 50 kórházat, kulturális központokat, számos parkot, bevásárlóközpontokat, művelődési házakat, egyetemi kampuszokat, valamint egy Formula–1-es versenypályát tartalmazna. A város olyan infrastruktúrával lesz felszerelve, amely hidas összeköttetéssel közvetlenül csatlakozna a szigetek és a szárazföld között.
Ibrahim azt mondta az újságíróknak, hogy amerikai, török, arab és kínai befektetők már érdeklődést mutattak a projekt iránt, az ő szavaival élve „új Velence”-ként fejezte ki.
Az Azerbaijan Tower építése 2015-ben kezdődik és 2019 körül fejezik be. A Kazár-szigetek a tervek szerint 2020 és 2025 között készül el.

## Lásd még
- Tervezett magas épületek és építmények